# Giancarlo Cobelli
Giancarlo Cobelli (Milano, 12 dicembre 1929 – Roma, 16 marzo 2012) è stato un attore, regista e mimo italiano.

## Biografia
Inizialmente attore e mimo (formatosi nel primo corso della neonata scuola del Piccolo Teatro di Milano, fondata da Giorgio Strehler), è regista dal talento visionario, famoso per le sue graffianti e originali "letture" dei testi che mette in scena.
Ha realizzato spettacoli significativi, avvalendosi di attori di grande profilo quali Rossella Falk, Valeria Moriconi, Piera Degli Esposti, Giorgio Albertazzi, Alida Valli, Carla Gravina, Gigi Proietti, Ottavia Piccolo, Turi Ferro, Umberto Orsini, Marisa Fabbri, Giulia Lazzarini, Kim Rossi Stuart, Elisabetta Pozzi, Giuseppe Pambieri, Corrado Pani, Giampiero Cicciò.
Tra i suoi numerosi successi nel teatro di prosa si ricordano Gli uccelli, La figlia di Iorio, Le Trachinie, La Venexiana, La pazza di Chaillot, Aminta, La locandiera, Sei personaggi in cerca d'autore, Il racconto d'inverno, Antonio e Cleopatra, Il matrimonio di Figaro, Il mercante di Venezia, Romeo e Giulietta, Il dialogo nella palude, Un patriota per me (nel 1991 Premio Ubu miglior regia), Troilo e Cressida (Premio Ubu nel 1993 come miglior regista), Turandot (Premio Ubu nel 1981 per la miglior regia, per il miglior spettacolo, per la migliore scenografia, Paolo Tommasi, e per la migliore attrice protagonista, Valeria Moriconi), Re Giovanni.
Nel 2003 cura la dodicesima edizione dell'École des Maîtres (avvalendosi della collaborazione di Giovanna Marini, che ha firmato le musiche). Il laboratorio teatrale, con giovani attori provenienti da tutta Europa, è stato incentrato su Woyzeck ed è sfociato nella messa in scena di questo testo di Georg Büchner.
Parallelamente, affiancato da celebri direttori d'orchestra, come Riccardo Muti, Roberto Abbado, Massimo de Bernart, Spiros Argiris e Riccardo Chailly, si è dedicato alla regia operistica, con lavori rappresentati in tutto il mondo quali Tosca, Rigoletto, La dannazione di Faust, L'angelo di fuoco, Salomè, Simon Boccanegra, Tristano e Isotta, Ifigenia in Tauride, Un ballo in maschera. 
In Italia ha realizzato regie d'opera anche per il Teatro alla Scala di Milano, il Teatro La Fenice di Venezia, il Teatro Carlo Felice di Genova, il Teatro San Carlo di Napoli, il Teatro Massimo Bellini di Catania e lo Sferisterio di Macerata.
Per il cinema dirige Fermate il mondo... voglio scendere! (1970) e Woyzeck (1973), ed è tra gli interpreti principali di vari film, tra cui Lo svitato (1955) di Carlo Lizzani (sceneggiatura di Dario Fo), Bianco, rosso, giallo, rosa di Massimo Mida (1964), Gli eroi di ieri... oggi... domani di Enzo Dell'Aquila (1964), La bisbetica domata di Franco Zeffirelli (1967), H2S di Roberto Faenza (1968), Barbarella di Roger Vadim (1968) e Jus primae noctis di Pasquale Festa Campanile (1972).
Per la Rai realizza lo sceneggiato televisivo Teresa Raquin (1985) tratto dall'omonimo romanzo di Émile Zola, con Marina Malfatti nel ruolo della protagonista. Altra riduzione teatrale arriva nel 1986 con La locandiera di Carlo Goldoni, con Carla Gravina, Pino Micol, Massimo Belli.
Nell'aprile del 2007 cura la regia dell'opera Die Vögel (Gli uccelli) musicata da Walter Braunfels (nel 1920) che scrisse anche il libretto ispirandosi all'omonima commedia di Aristofane. L'opera, prima di allora mai rappresentata in Italia, debutta nel Teatro Lirico di Cagliari con Roberto Abbado direttore d'orchestra.

## Prosa televisiva Rai
- Il teatro dei ragazzi (1958)
- I Giacobini, sceneggiato televisivo (1962)
- Raccomandato di ferro, commedia, regia di Edmo Fenoglio, trasmessa il 26 febbraio 1962.
- Woyzeck (1974)

## Varietà televisivi Rai
- Zurlì, mago del giovedì, insieme a Nino Castelnuovo, Ferruccio Soleri e Gianni Magni, della squadra di mimi che affiancavano Cino Tortorella[3]
- Cab Cobelli, telecabaret di Cobelli, Luzi e Badessi, regia di Edmo Fenoglio (1965)

## Filmografia

### Attore

#### Cinema
- La bella mugnaia, regia di Mario Camerini (1955)
- Il marziano Filippo, regia di Cesare Emilio Gaslini (1956)
- Lo svitato, regia di Carlo Lizzani (1956)
- Guendalina, regia di Alberto Lattuada (1957)
- Souvenir d'Italie, regia di Antonio Pietrangeli (1957)
- Gli eroi di ieri... oggi... domani, regia di Enzo Dell'Aquila, Fernando Di Leo, Sergio Tau e Frans Weisz (1963)
- Io non protesto, io amo, regia di Ferdinando Baldi (1967)
- La bisbetica domata, regia di Franco Zeffirelli (1967)
- L'amore attraverso i secoli, episodio Notti romane, regia di Mauro Bolognini (1967)
- Barbarella, regia di Roger Vadim (1969)
- H2s, regia di Roberto Faenza (1969)
- Jus primae noctis, regia di Pasquale Festa Campanile (1972)
- Pianeta Venere, regia di Elda Tattoli (1972)

#### Televisione
- Anche a Chicago nascon le violette, regia di Guglielmo Morandi (1956)
- Il marziano Filippo, regia di Cesare Emilio Gaslini (1956)
- Le fatiche di Arlecchino, regia di Alessandro Fersen (1957)
- Corri, Jimmy, corri... (1958)
- Il malato immaginario, regia di Alessandro Brissoni (1960)
- I Giacobini, regia di Edmo Fenoglio (1962)

### Regista
- Fermate il mondo... voglio scendere! (1970)
- Woyzeck (1973)
- Teresa Raquin - miniserie TV (1985)
- La locandiera (1986)
- Vita e morte di Re Giovanni (1999)

## Riconoscimenti
- Premio Ubu
  - 1980/81 – Miglior spettacolo per Turandot di Carlo Gozzi
  - 1980/81 – Miglior regia per Turandot
  - 1990/91 – Miglior regia per Un patriota per me di John Osborne e Dialogo nella palude di Marguerite Yourcenar
  - 1992/93 – Miglior regia per Troilo e Cressida di William Shakespeare